# C/2007 V4 (SOHO)
C/2007 V4 (SOHO) – kometa jednopojawieniowa odkryta na zdjęciach SOHO przez Arkadiusza Kubczaka. Została odkryta 3 listopada 2007 roku. Należy do grupy komet Kreutza.